# Großpetersdorf
Großpetersdorf è un comune austriaco di 3 480 abitanti nel distretto di Oberwart, in Burgenland; ha lo status di comune mercato (Marktgemeinde). Nel 1971 aveva inglobato il comune di Jabing, che nel 1992 riacquistò la propria autonomia.